# Lonchodes spectatus
Lonchodes spectatus är en insektsart som beskrevs av Brunner von Wattenwyl 1907. Lonchodes spectatus ingår i släktet Lonchodes och familjen Phasmatidae. Inga underarter finns listade i Catalogue of Life.